# Justinas Lagunavičius
Justinas Lagunavičius (ur. 4 września 1924 w Kownie, zm. 15 lipca 1997 tamże) – litewski koszykarz. W barwach ZSRR srebrny medalista olimpijski z Helsinek.
W karierze był związany z Žalgirisem Kowno. W barwach tego klubu m.in. był mistrzem ZSRR w 1947 i 1951. Z reprezentacją ZSRR sięgał po srebro igrzysk olimpijskich w 1952 oraz był mistrzem Europy w 1947, 1951 i 1953.